# Tumbatu
Tumbatu es la tercera isla más grande que compone el archipiélago de Zanzíbar, parte de Tanzania, en la costa oriental de África. La isla está situada en la costa noroeste de la principal isla del grupo, Unguja.
La isla posee ocho kilómetros de largo y está rodeada por un arrecife, lo que la mantiene aislada del resto de Zanzíbar, a pesar de que su costa sur está a sólo dos kilómetros de Mkokotoni en Unguja. Tiene además dos kilómetros de ancho en su punto más ancho (en el sur).
Hay dos poblaciones de la isla, Jongowe y Kichangani, ambas en el sur de la isla.